# Schneider 155 mm L Mle 1918
Il Canon de 155 mm Long Modèle 1918 Schneider  era un cannone pesante francese della prima e seconda guerra mondiale.

## Storia
All'inizio della prima guerra mondiale, l'esercito francese disponeva di circa 1.300 cannoni da 155 mm L Mle. 1877 de Bange. Pur essendo un pezzo affidabile e preciso, era penalizzato dall'obsoleto affusto rigido. L'adattamento della bocca da fuoco de Bange ad un moderno affusto a deformazione diede origine al 155 mm L Mle 1877/14, prodotto fino all'inizio del 1918. Poiché la richiesta di queste bocche da fuoco da 155 mm era alta ed erano ancora disponibili pezzi de Bange, l'ispettore generale d'artiglieria, il generale Herr, promosse di continuare la conversione su affusti a deformazione. La Schneider già produceva l'obice Schneider 155 mm C Mle. 1917, tecnicamente valido ma poco mobile a causa del peso; l'azienda propose quindi un nuovo e più leggero pezzo da 155 mm, realizzato incavalcando la canna Mle 1877 con l'affusto del Mle 1917. Il prototipo del cannone così ottenuto venne presentato ad aprile 1918 ed accettato in maggio. Vennero ordinati 120 di questi cannoni Schneider 155 mm L Mle 1918; i primi quattro pezzi furono consegnati poco prima dell'armistizio di Compiègne del novembre 1918. I restanti pezzi furono consegnati tra il 1919 ed il 1920.
I pezzi furono mantenuti in servizio ed allo scoppio della seconda guerra mondiale furono mobilitati nella riserva generale. Dopo la resa della Francia, la Wehrmacht catturò parte dei pezzi, impiegandoli come cannoni costieri con la denominazione 15,5 cm K 425(f).

## Tecnica
Il Mle 1918, con le sue 5 t, era un pezzo relativamente leggero, trasportabile in un singolo carico trainato da 5 pariglie di cavalli o, soprattutto verso la fine della Grande Guerra, da un trattore d'artiglieria Latil TAR o Renault EG. L'affusto era privo di scudatura, probabilmente per risparmiare peso. La canna era installata invertita rispetto al Mle 1877/14 e quindi l'otturatore de Bange a vite interrotta si apriva verso destra. Per inserire la canna de Bange nell'affusto dell'obice Schneider, gli orecchioni dovettero essere arretrati di 11 cm; la modifica richiese l'installazione di un contrappeso sopra la culatta per bilanciare il peso della bocca da fuoco.